# بجاد
جبة أو الجبة الحجازية  أو البجاد أو البيدي أو الكسى، موروث شعبي لأهالي منطقة الباحة، تقع في الجنوب الغربي من السعودية، عبارة عن رداء خارجي فضفاض يغطي كامل الجسم، ويُصنع من الحرير أو من صوف الغنم بعد غزله يدوياً، كما أنها قد تكون ذات كمين طويلين ومفتوحة من الأمام، وتحتوي على أشرطة تطرز جانب الجبة من الأسفل إلى الأعلى، أنواع التطريز المستخدمة هي الكتلة والجرمة ورجل الغراب، وتنسج الأكمام من خطوط رفيعة مزخرفة باللون الذهبي وممزوجة باللون الأحمر.
تتميز باللون الأبيض وهو السائد في المنطقة، كما توجد باللون الأحمر وهي نادرة لقلة الصوف الأحمر، وبالنسبة للجبة النسائية تسمى مدارة.
حيث كانت تلبس قديماً في مناسبات الزواج، أو عند المشاركة في الفرق الشعبية التي تؤدي العرضة الجنوبية.